# Apocephalus barbarus
Apocephalus barbarus är en tvåvingeart som beskrevs av Brown 2002. Apocephalus barbarus ingår i släktet Apocephalus och familjen puckelflugor.
Artens utbredningsområde är Colombia. Inga underarter finns listade i Catalogue of Life.